# Moos in Passeier
Moos in Passeier (wł. Moso in Passiria) – miejscowość i gmina we Włoszech, w regionie Trydent-Górna Adyga, w prowincji Bolzano.
Liczba mieszkańców gminy wynosiła 2195 (dane z roku 2009). Język niemiecki jest językiem ojczystym dla 99,09%, a włoski dla 0,91% mieszkańców (2001).